# Дельта-v
Дельта-v, або характеристічна швидкість орбітального маневру — в астродинаміці та ракетодинаміці зміна швидкості космічного апарата, яка необхідна для виконання орбітального маневру (зміни траєкторії). Є скаляром і має розмірність швидкості. Позначається у формулах як Δv. У разі реактивного двигуна зміна швидкості досягається шляхом викиду робочого тіла для реактивної тяги, яка і прискорює корабель у космосі. У разі виконання послідовності орбітальних маневрів дельта-v всіх маневрів додаються.

## Визначення
{\displaystyle \Delta {v}=\int _{t_{0}}^{t_{1}}{\frac {\left|T\right|}{m}}\,dt}
де
T — миттєва тяга двигуна,
m — миттєва масса корабля.

## Особливі випадки
За відсутності зовнішніх сил (вакуум, гравітація небесних тіл дуже мала, електромагнітні поля слабкі):
{\displaystyle \Delta {v}=\int _{t_{0}}^{t_{1}}{\left|a\right|}\,dt,}
де a — прискорення. Коли тяга прикладена у постійному напрямку (без рискання та тангажу), рівняння спрощується до
{\displaystyle \Delta {v}=\left|{v}_{1}-{v}_{0}\right|,}
тобто просто до зміни швидкості (відносно точки відліку в інерційній системі).

## Орбітальні маневри
Орбітальні маневри, як правило, виконуються викиданням з ракетного двигуна робочого тіла (газів) для створення протисили, що діє на корабель. Значення цієї сили дорівнює
{\displaystyle F=V_{\text{г}}\ {\dot {m}},}
де
Vг — швидкість витікання газу (робочого тіла),
{\displaystyle {\dot {m}}} — масова витрата робочого тіла.
Прискорення (похідна від швидкості) {\displaystyle {\dot {v}}} корабля, викликане цією силою, дорівнює
{\displaystyle {\dot {v}}={\frac {F}{m}}=V_{\text{г}}{\frac {\dot {m}}{m}},}
де m — маса корабля.
Змінюючи вільну змінну рівняння з часу t на масу корабля m, отримуємо:
{\displaystyle \Delta {v}=-\int _{m_{0}}^{m_{1}}{V_{\text{г}}{\frac {dm}{m}}}.}
Якщо вважати швидкість витікання газу Vи постійною і незалежної від кількості палива, це рівняння інтегрується, набуваючи форми
{\displaystyle \Delta {v}=V_{\text{г}}\ \ln \left({\frac {m_{0}}{m_{1}}}\right),}
яка і є формулою Ціолковського.
Якщо, наприклад, 25 % початкової маси корабля — це паливо зі швидкістю витікання газів {\displaystyle V_{\text{и}}} у районі 2100 м/с (звичайне значення для гідразину), то досяжна для корабля повна зміна швидкості дорівнює:
{\displaystyle \Delta {v}=2100\ \ln \left({\frac {1}{0{,}75}}\right)\,} м/с = 604 м/с .
Всі наведені формули добре сходяться з реальністю імпульсних маневрів, характерних для хімічних реактивних двигунів (тобто з реакцією окислення пального). Але для двигунів з малою тягою (наприклад, іонних двигунів), а також двигунів, що використовують електричні поля, сонячний вітер тощо, ці спрощені розрахунки менш точні, якщо періоди роботи двигунів (створення тяги) перевищують кілька годин.
Також для хімічних двигунів з великою тягою діє ефект Оберта — включення ракетного двигуна під час руху з високою швидкістю створює більше корисної енергії, ніж такий само ракетний двигун на повільній швидкості. Під час руху з високою швидкістю паливо має більше кінетичної енергії (вона може навіть перевищити потенційну хімічну енергію), і ця енергія може використовуватися для отримання більшої механічної потужності.

## Дельта-v для різних цілей

### Вихід на земну орбіту
Запуск на низьку навколоземну орбіту з поверхні Землі вимагає дельта-v близько 7,8 км/с плюс від 1,5 до 2,0 км/с, що витрачаються на подолання опору атмосфери, гравітаційні втрати та маневри за тангажем. Потрібно враховувати, що при запуску з поверхні Землі у східному напрямку до швидкості ракети-носія додається від 0 (на полюсах) до 0,4651 км/с (на екваторі) швидкості обертання Землі, а при старті в західному напрямку (на ретроградну орбіту) швидкість ракети при старті зменшується на ту ж величину, що призводить до зменшення корисного навантаження ракети-носія (як у ізраїльської ракети «Шавіт») .

### Орбітальні процедури
| Манєвр                                                            | Манєвр                                                            | Необхідна Δ v за рік [м/с] | Необхідна Δ v за рік [м/с] |
| Манєвр                                                            | Манєвр                                                            | Середня                    | Макс.                      |
| ----------------------------------------------------------------- | ----------------------------------------------------------------- | -------------------------- | -------------------------- |
| Компенсація опору атмосфери на висоті орбіти.                     | 400-500 км                                                        | < 25                       | < 100                      |
| Компенсація опору атмосфери на висоті орбіти.                     | 500-600 км                                                        | < 5                        | < 25                       |
| Компенсація опору атмосфери на висоті орбіти.                     | > 600 км                                                          |                            | < 7.5                      |
| Контроль за положенням апарата (по трьох осях) на орбіті          | Контроль за положенням апарата (по трьох осях) на орбіті          | 2-6                        |                            |
| Утримання апарата в орбітальній позиції на геостаціонарній орбіті | Утримання апарата в орбітальній позиції на геостаціонарній орбіті | 50-55                      |                            |
| Утримання апарата у точках Лагранжа L 1 /L 2                      | Утримання апарата у точках Лагранжа L 1 /L 2                      | 30-100                     |                            |
| Утримання апарата на навколомісячній орбіті                       | Утримання апарата на навколомісячній орбіті                       | 0-400                      |                            |